# Venus flugfälla
Venus flugfälla (Dionaea muscipula) är en art i familjen sileshårsväxter och den enda arten i släktet Dionaea. Växten kommer ursprungligen från området kring de amerikanska delstaterna North och South Carolina, där den växer i kvävefattiga blötmarker. 
Venus flugfälla hör till de så kallade köttätande växterna. Den fångar främst mindre insekter och spindeldjur som sätter sig mellan bladflikarna i fällan. Det finns små spröt som utlöser stängningsmekanismen när insekten nuddar dem. I naturen stängs bladen blixtsnabbt. Efter högst 10 stängningar är bladet uttröttat och dör. Andra blad ersätter då detta. I flugfällan finns en vätska som bryter ner insekten. Det tar cirka 4-5 dagar innan insekten är färdigsmält och bladet öppnar sig igen.
Växten förekommer även som krukväxt. Den kan övervintras men vill då stå svalt och hållas något fuktig. Om man rör vid de öppna bladen för mycket dör de.